# Disparue (film)
Pour les articles homonymes, voir Disparue et Gone.
Ne doit pas être confondu avec La Disparue, film de 1993.
Pour plus de détails, voir Fiche technique et Distribution.
Disparue (Gone) est un film américain réalisé par Heitor Dhalia, sorti en 2012.

## Synopsis
Jillian « Jill » Conway vit à Portland, dans l'Oregon, avec sa sœur Molly, une étudiante en économie. Jill avait été enlevée il y a bien longtemps par un tueur en série qui l'avait jetée dans un puits de terre caché dans les 5 000 hectares de Forest Park, le parc le plus célèbre de la ville. Au cours de sa captivité, Jill découvre des restes humains dans le sol et reste traumatisée. Terrifiée, elle réussit à blesser son ravisseur (avec un fragment d'un os pris sur une des femmes déjà tuées) et parvient à s'échapper. Personne ne croit en Jill qui est soumise à des traitements psychiatriques. 
Un an plus tard, Jill travaille comme serveuse dans un restaurant local pendant la nuit. Elle et son amie Sharon Ames servent un client régulier. En rentrant chez elle, Jill découvre que Molly a disparu. Jill, terrifiée, est convaincue que le monstre est revenu et a enlevé Molly. Le lieutenant Ray Bozeman, le sergent Powers et la détective Erica Lonsdale rejettent ses demandes d'aide et n'y croient pas. Au contraire, le détective Peter Hood la croit.
Jill cherche des informations auprès de ses voisins et apprend qu'une camionnette était garée devant la maison la nuit. Elle retrouve la société à laquelle elle appartient, parvenant à parler au propriétaire Henry Massey et à son fils Nick. Quand Nick dit qu'il ne sait rien à ce sujet, sans le croire, Jill cherche le fourgon, où elle trouve un reçu de magasin de matériel. Pour obtenir plus d'informations elle menace d'une arme à feu Nick, qui sous la menace révèle avoir loué le fourgon à un inconnu nommé "Diegger" pour la nuit.
À ce stade, la police est alarmée par le danger que représente Jill, considérée comme folle et armée. Jill se rend à la quincaillerie où elle découvre le vrai nom de Diegger : Jim LaPointe. Le commerçant reçoit également le nom de l'hôtel où Jim devrait être. Jill se dirige vers l'hôtel et se rend dans la chambre de LaPointe, où elle découvre un rouleau de scotch, le même que dans la camionnette, et un paquet de croquettes pour animaux . Elle comprend que LaPointe est vraiment le tueur et qu'elle n’est pas folle comme tout le monde voulait le lui faire croire.
Jill se rend chez son amie Sharon, et apprend que LaPointe est un client habituel du restaurant. D'elle, Jill obtient le numéro de téléphone de LaPointe. Elle emprunte la voiture de Sharon. Jill appelle ensuite LaPointe, qui indique comment se rendre dans un endroit sombre de Forest Park. Jill identifie un camp dans lequel elle trouve des photographies de femmes tuées par LaPointe.
Pendant ce temps, Molly se réveille et parvient à briser la bande qui la tenait attachée. En fuyant, nous découvrons avec Molly qu'elle n'a jamais été enlevée, mais qu'elle était cachée chez elle tout le temps. En fait, le plan du maniaque était de faire revenir Jill afin de terminer ce qu'il avait commencé. La police, entendant l'histoire de Molly, croit finalement en Jill.
Pendant ce temps, Jill découvre l'endroit où le meurtrier l'avait enfermée des années auparavant. À la suite d'une bagarre rapide dont la fille se sort (étant armée), elle tue son ravisseur en l'enflammant alors qu'il est étendu blessé dans la fosse. De retour chez elle, Jill embrasse sa sœur en lui confessant qu'elle a tué LaPointe. Jill dira à la police que le tueur n'a jamais existé et qu'elle a tout inventé.
Des photos des filles tuées par Lapointe parviennent à la police par la Poste, accompagnées d'une carte indiquant comment atteindre le lieu des meurtres.

## Fiche technique
- Titre original : Gone
- Titre francophone : Disparue
- Réalisation : Heitor Dhalia
- Scénario : Allison Burnett (en)
- Direction artistique : Sarah Contant
- Décors : Charisse Cardenas
- Costumes : Lindsay McKay
- Photographie : Michael Grady
- Montage : John Axerald
- Musique : David Buckley
- Casting : Deborah Aquilla et Tricia Wood
- Production : Dan Abrams, Sidney Kimmel, Gary Lucchesi (en), Tom Rosenberg et Cgris Salvaterra
  - Production exécutive : Matt Berenson, Ted Gidlow et Jim Tauber
- Sociétés de production : Lakeshore Entertainment et Sidney Kimmel Entertainment
- Sociétés de distribution : Summit Entertainment
- Budget : 22 millions de dollarsUS
- Pays de production :  États-Unis
- Langue originale : anglais
- Format : couleur - 2,35:1 - son Dolby Digital
- Genre : Thriller
- Durée : 94 minutes
- Dates de sortie :
  - Australie / Russie : 23 février 2012[2]
  - États-Unis / Canada : 24 février 2012[2]
  - France : 23 mai 2012[2]

Source : IMDb

## Distribution
- Amanda Seyfried (V. F. : Marie-Eugénie Maréchal ; V. Q. : Catherine Bonneau) : Jillian « Jill » Tyler Conway
- Daniel Sunjata (V. F. : Tanguy Goasdoué ; V. Q. : Tristan Harvey) : sergent Powers
- Jennifer Carpenter (V. F. : Barbara Kelsch ; V. Q. : Catherine Hamann) : Sharon Ames
- Sebastian Stan (V. F. : Axel Kiener ; V. Q. : Nicholas Savard L'Herbier) : Billy
- Wes Bentley (V. F. : Damien Boisseau ; V. Q. : Patrice Dubois) : inspecteur Peter Hood
- Katherine Moennig (V. F. : Odile Schmitt) : inspecteur Erica Lonsdale
- Michael Paré (V. F. : Philippe Vincent) : lieutenant Ray Bozeman
- Emily Wickersham (V. F. : Dorothée Pousséo) : Molly
- Socratis Otto (V.F. : Gilduin Tissier ; V. Q. : Jean-François Beaupré) : Jim Lapointe
- Joel Moore (V. F. : Vincent de Bouard ; V. Q. : Claude Gagnon) : Nick Massey
- Nick Searcy (V.F. : Thierry Murzeau ; V. Q. : Stéphane Rivard) : M. Miller
- Jordan Fry : Jock
- Ted Rooney (en) (V.F. : Patrick Béthune) : Henry Massey
- Amy Lawhorn : Tania Muslin
- Susan Hess : Dr Mira Anders
- Jeanine Jackson (V. F. : Cathy Cerdà) : Mme Cermak
- Hunter Parrish : Try
- Erin Carufel (V. F. : Laura Zichy) : officier Ash

Sources et légendes : Version française (V. F.) sur RS Doublage et AlloDoublage ; Version québécoise (V. Q.) sur Doublage.qc.ca

## Accueil

### Accueil critique
Sur l'agrégateur américain Rotten Tomatoes, le film récolte 10 % d'opinions favorables pour 67 critiques. Sur Metacritic, il obtient une note moyenne de 36⁄100 pour 15 critiques.
En France, le site Allociné propose une note moyenne de 1,9⁄5 à partir de l'interprétation de critiques provenant de 12 titres de presse.